# Declino e modernizzazione dell'Impero ottomano
A partire dalla fine del XVIII secolo, l'Impero ottomano affrontò la sfida di difendersi dall'invasione straniera e dall'occupazione. In risposta alle minacce straniere, l'impero iniziò un periodo di forte riforma interna che divenne noto come il Tanzimat, riforma che riuscì a rafforzare significativamente lo stato centrale ottomano, nonostante la precaria posizione internazionale dell'impero. Nel corso del diciannovesimo secolo, lo stato ottomano divenne gradualmente più potente e organizzato, esercitando un maggior grado di influenza sulla sua popolazione rispetto a qualsiasi epoca precedente. Il processo di riforma e modernizzazione dell'impero iniziò con la dichiarazione del Nizam-I Cedid (Nuovo Ordine) durante il regno del Sultano Selim III che fu punteggiato da numerosi decreti di riforma, come l'Hatt-ı Şerif di Gülhane nel 1839 e l'Hatt-ı Hümayun nel 1856. Alla fine di questa epoca, che solitamente si identifica con la data del 1908, in una certa misura l'esercito ottomano era divenuto modernizzato e professionista secondo il modello degli eserciti dell'Europa occidentale. Nonostante questa epoca di forte evoluzione e trasformazione, a questo seguì la sconfitta e lo scioglimento dell'Impero ottomano (1908-1922).

## Principali questioni del periodo
L'ascesa del nazionalismo accomunò molti paesi durante il diciannovesimo secolo e colpì in egual modo anche i territori dell'Impero ottomano. Una crescente coscienza nazionale, insieme a un crescente senso di nazionalismo etnico, fece del pensiero nazionalistico una delle idee occidentali più rilevanti fra quelle importate nell'Impero ottomano. L'Impero fu costretto ad affrontare il nazionalismo sia all'interno che fuori dai propri confini. Il numero di società segrete e rivoluzionarie nate in questi annccumui che si sarebbero trasformate in partiti politici durante il periodo successivo fu ragguardevole. Le rivolte nel territorio ottomano ebbero conseguenze di vasta portata durante il XIX secolo e determinarono gran parte della politica ottomana all'inizio del XX secolo. Molte élite al potere ottomane si chiesero se fossero da correlare con le politiche dello stato: alcuni sostennero che le fonti del conflitto etnico fossero esterne e non correlate a scelte di governance politica. Sebbene questa epoca non fu priva di successi, la capacità dello stato ottomano di tenere sotto controllo le rivolte etniche fu messa seriamente in discussione.
L'area di influenza russa in questo secolo si sviluppò significativamente con il tema principale di sostenere l'indipendenza delle ex province ottomane e quindi di portare sotto la Bulgaria tutte le popolazioni slave dei Balcani o di usare gli armeni ad est per porre le basi di questo processo. Alla fine del secolo, dalla prospettiva russa, l'autonomia della Romania, Serbia, Montenegro e della Bulgaria furono raggiunte. Ciò allarmò le Grandi Potenze per un evidente rischio di squilibrio. Al Congresso di Berlino l'espansione russa fu messa sotto controllo bloccando l'espansione della Bulgaria. L'opinione pubblica russa ritenne che a seguito delle decisioni del Congresso di Berlino migliaia di soldati russi fossero morti per niente.
I militari dell'Impero ottomano furono un'efficace forza di combattimento fino alla seconda metà del XVIII secolo, quando subirono una disastrosa sconfitta contro la Russia nella guerra del 1768-74. Selim III salì, dunque, al trono con la risoluzione di impegnarsi in una riforma militare nel 1789, ma fallì. Selim III fu sostituito da Mahmud II nel 1808 che stabilì la legge marziale di Alemdar Mustafa Pasha. Il suo primo compito fu allearsi con i giannizzeri per spezzare il potere dei governatori provinciali. Quindi se la prese con i giannizzeri e li rimosse dal potere durante l'incidente di buon auspicio nel 1826. Gli sforzi per una riforma concreta del sistema (1826-1858) iniziarono solo a seguito di questo evento.
Lo storico economico Paul Bairoch sostenne che il libero scambio contribuì alla deindustrializzazione dell'Impero ottomano. Contrariamente al protezionismo della Cina, Giappone e Spagna, l'Impero ottomano aveva una politica commerciale liberale, aperta alle importazioni dall'estero. Ciò diede origine alle capitolazioni dell'Impero ottomano, risalenti sin dai primi trattati commerciali firmati con la Francia nel 1536 e ampliati ulteriormente con le capitolazioni del 1673 e del 1740, che abbassarono i dazi al 3% per le importazioni e le esportazioni. Le politiche liberali ottomane furono elogiate dagli economisti britannici come John Ramsay McCulloch nel suo Dizionario di commercio (1834), ma in seguito criticate da politici britannici come il Primo Ministro Benjamin Disraeli, che citò l'Impero Ottomano come "un esempio dell'infortunio causato dalla competizione sfrenata" nel dibattito su Corn Laws del 1846.
La stagnazione e la riforma dell'Impero ottomano (1683-1827) si concluse con lo smembramento dell'esercito classico ottomano. Il problema durante il declino e la modernizzazione dell'Impero ottomano nel periodo fra il 1828 e il 1908 fu quello di creare un esercito (e un apparato di sicurezza) che potesse vincere guerre e contemporaneamente portare sicurezza ai suoi sudditi. Quell'obiettivo impegnò più sultani che misero in campo più riorganizzazioni, durante tutta la durata di questo periodo. Alla fine di questo periodo, con la Seconda Era costituzionale nel 1908, in un certo grado l'esercito ottomano divenne moderno e professionale simile agli altri eserciti europei del tempo.

## Modernizzazione 1808–1839

### 1808–1839 Mahmud II
Mahmud II ha dovette affrontare molteplici problemi ereditati dalle generazioni precedenti. Questi problemi durarono per tutto il suo regno: la questione orientale con Russia, Inghilterra e Francia e i problemi militari derivanti da mutanti giannizzeri e Ulemi. Affrontò anche numerosi conflitti interni con egiziani, wahabiti, serbi, albanesi, greci e siriani, e ebbe problemi amministrativi dai ribelli Pashas, che avrebbe voluto fondare nuovi regni sulle rovine della casa di Osman.
Mahmud comprese i crescenti problemi dello stato e l'avvicinarsi del rovesciamento della monarchia, e iniziò ad affrontare i problemi al loro manifestarsi. Ad esempio, chiuse la corte delle confische e tolse gran parte del potere dei pascià. Diede personalmente un esempio di cambiamento frequentando regolarmente il Diwan, o consiglio di stato. La pratica di evitare il Divano sultano era stata introdotta due secoli prima, durante il regno di Solimano I, ed era considerata una delle cause del declino dell'Impero. Mahmud II ha anche affrontato alcuni dei peggiori abusi connessi con i Vakif, ponendo le loro entrate sotto l'amministrazione statale. Tuttavia, non si è avventurato ad applicare questa vasta massa di proprietà agli scopi generali del governo.

#### Serbi, 1810
Nel 1804 scoppiò la rivoluzione serba contro il dominio ottomano nei Balcani, in parallelo con l'invasione napoleonica. Nel 1817, quando la rivoluzione finì, la Serbia fu elevata allo status di monarchia autonoma sotto la sovranità nominale ottomana.

#### Greci, 1820
Nel 1814 fu fondata un'organizzazione segreta chiamata Filiki Eteria con l'obiettivo di liberare la Grecia. La Filiki Eteria progettò di lanciare rivolte nel Peloponneso, nei Principati danubiani e nella capitale e le sue aree circostanti. La prima di queste rivolte ebbe inizio il 6 marzo 1821 nei Principati danubiani, che fu repressa dagli ottomani. Il 17 marzo 1821, i Manioti dichiararono guerra provocando l'inizio di azioni rivoluzionarie in altri stati controllati. Nell'ottobre 1821, Theodoros Kolokotronis aveva catturato Tripoli, seguito da altre rivolte a Creta, in Macedonia e nella Grecia centrale. Le tensioni si svilupparono presto tra le diverse fazioni greche, portando a due guerre civili consecutive. Mehmet Ali d'Egitto accettò di inviare suo figlio Ibrahim Pasha in Grecia con un esercito per reprimere la rivolta in cambio dell'ottenimento di un guadagno territoriale. Alla fine del 1825, la maggior parte del Peloponneso era sotto il controllo egiziano e la città di Missolonghi fu messa sotto assedio e cadde nell'aprile 1826. Ibrahim riuscì a reprimere la maggior parte della rivolta nel Peloponneso e riconquistò Atene. Russia, Gran Bretagna e Francia decisero di intervenire nel conflitto e ogni nazione inviò delle forze navali in Grecia. In seguito alla notizia che flotte ottomane-egiziane avrebbero attaccato l'isola greca di Hydra, la flotta alleata intercettò la flotta ottomana-egiziana e si combatté la battaglia di Navarino. Dopo una settimana di stallo, iniziò una battaglia che portò alla distruzione della flotta ottomano-egiziana. Con l'aiuto di una forza di spedizione francese, nel 1828 la flotta alleata arrivò nella Grecia centrale.
La guerra d'indipendenza greca vide l'inizio della diffusione della nozione occidentale di nazionalismo, stimolò l'ascesa del nazionalismo sotto l'impero ottomano e alla fine causò il crollo del concetto di miglio ottomano. Senza dubbio, il concetto di nazionalità prevalente nell'Impero ottomano era diverso da quello attuale poiché era incentrato sulla religione.
L'indipendenza della prima Repubblica ellenica dall'impero ottomano fu ufficialmente riconosciuta dalla Sublime porta nel 1829, alla fine della Guerra d'indipendenza greca.

#### L'incidente di buon auspicio, 1826
I risultati più importanti di Mahmud II inclusero l'abolizione del corpo dei giannizzeri nel 1826, l'istituzione di un moderno esercito ottomano e la preparazione delle riforme del Tanzimat nel 1839. Nel 1826, il sultano era pronto a muoversi contro i Giannizzeri a favore di un esercito più moderno. Mahmud II li incitò a ribellarsi di proposito, descrivendo l'azione come un "golpe del sultano contro i giannizzeri". Il sultano li informò, attraverso una fatwa, che stava formando un nuovo esercito, organizzato e addestrato secondo i moderni standard europei. Come previsto, si ammutinarono, avanzando verso il palazzo del sultano. Nel combattimento che ne seguì, la caserma dei Giannizzeri fu incendiata dal fuoco dell'artiglieria che causò 4.000 morti. I sopravvissuti furono o esiliati o giustiziati e i loro beni furono confiscati dal Sultano. Gli ultimi giannizzeri furono poi giustiziati per decapitazione in quella che fu in seguito chiamata la torre del sangue, a Salonicco. Questo evento viene chiamato Incidente di buon auspicio.
Questi fatti segnarono l'inizio della modernizzazione e ebbero effetti immediati come l'introduzione di abiti in stile europeo, l'architettura, la legislazione, l'organizzazione istituzionale e la riforma agraria.

#### Russia, 1828-1829
La guerra russo-turca del 1828-1829 non gli diede il tempo di organizzare un nuovo esercito e il Sultano fu costretto a usare le giovani e indisciplinate reclute dell'esercito appena formato nella guerra contro i veterani dello Zar. La guerra fu conclusa dal disastroso Trattato di Adrianopoli. Mentre le riforme in questione furono principalmente attuate per migliorare le forze armate, lo sviluppo più notevole che emerse da questi sforzi riguardò una serie di scuole che insegnarono di tutto, dalla matematica alla medicina, per addestrare nuovi ufficiali.

#### Egitto
Più tardi nel suo regno, Mahmud fu coinvolto in dispute con i Wali d' Egitto e Muhammad Ali del Sudan, che era tecnicamente un vassallo di Mahmud. Il Sultano aveva chiesto l'aiuto di Muhammad Ali per reprimere la ribellione in Grecia, ma non aveva poi pagato il prezzo promesso per questo aiuto. Nel 1831, Muhammad Ali dichiarò quindi guerra e riuscì a prendere il controllo della Siria e dell'Arabia entro la fine della guerra, nel 1833. Nel 1839, Mahmud riprese la guerra, sperando di recuperare i territori persi, ma morì nel momento in cui a Costantinopoli stavano arrivando le notizie che l'esercito dell'Impero era stato sconfitto a Nezib da un esercito egiziano guidato dal figlio di Muhammad Ali, Ibrahim Pasha.

#### Economia
Ai suoi tempi la situazione finanziaria dell'Impero era terribile e alcune classi sociali erano state a lungo oppresse da tasse gravose. Nell'affrontare le complicate domande che sono sorte, si ritiene che Mahmud II abbia dimostrato lo spirito migliore del meglio dei Köprülüs. Un firmano (decreto reale) del 22 febbraio 1834 abolì i debiti vessatori che i funzionari pubblici, attraversando le province, erano stati a lungo abituati a ricevere dagli abitanti. Con lo stesso editto, tutta la raccolta di denaro, ad eccezione dei due periodi semestrali regolari, fu denunciata come un abuso. "Nessuno è ignorante", ha detto Sultan Mahmud II in questo documento, "io sono tenuto a sostenere tutti i miei soggetti contro procedimenti vessatori; a tentare incessantemente di alleggerire, invece di aumentare i loro oneri, e garantire pace e tranquillità. Pertanto, quegli atti di oppressione sono allo stesso tempo contrari alla volontà di Dio e ai miei ordini imperiali ".
La tassa sull'haraç, o pro-capite, sebbene moderata ed esentata per coloro che la svolgevano il servizio militare, era stata a lungo considerata un motore di tirannia grave per l'insolenza e la cattiva condotta degli esattori del governo. Il decreto reale del 1834 abolì il vecchio modo di riscuoterla e ordinò che fosse sollevato da una commissione composta da Kadı, dai governatori musulmani e dagli Ayan, o dai capi municipali di Rayas in ogni distretto. Furono apportati molti altri miglioramenti finanziari. Con un'altra importante serie di misure, il governo amministrativo semplificato e rafforzato e un gran numero di uffici sinecura furono aboliti. Sultan Mahmud II fornì un prezioso esempio personale di buon senso ed economia, organizzò la famiglia imperiale, soppresse tutti i titoli senza mansioni ed eliminò tutte le posizioni di funzionari stipendiati senza funzioni.

## L'era Tanzimat 1839-1876

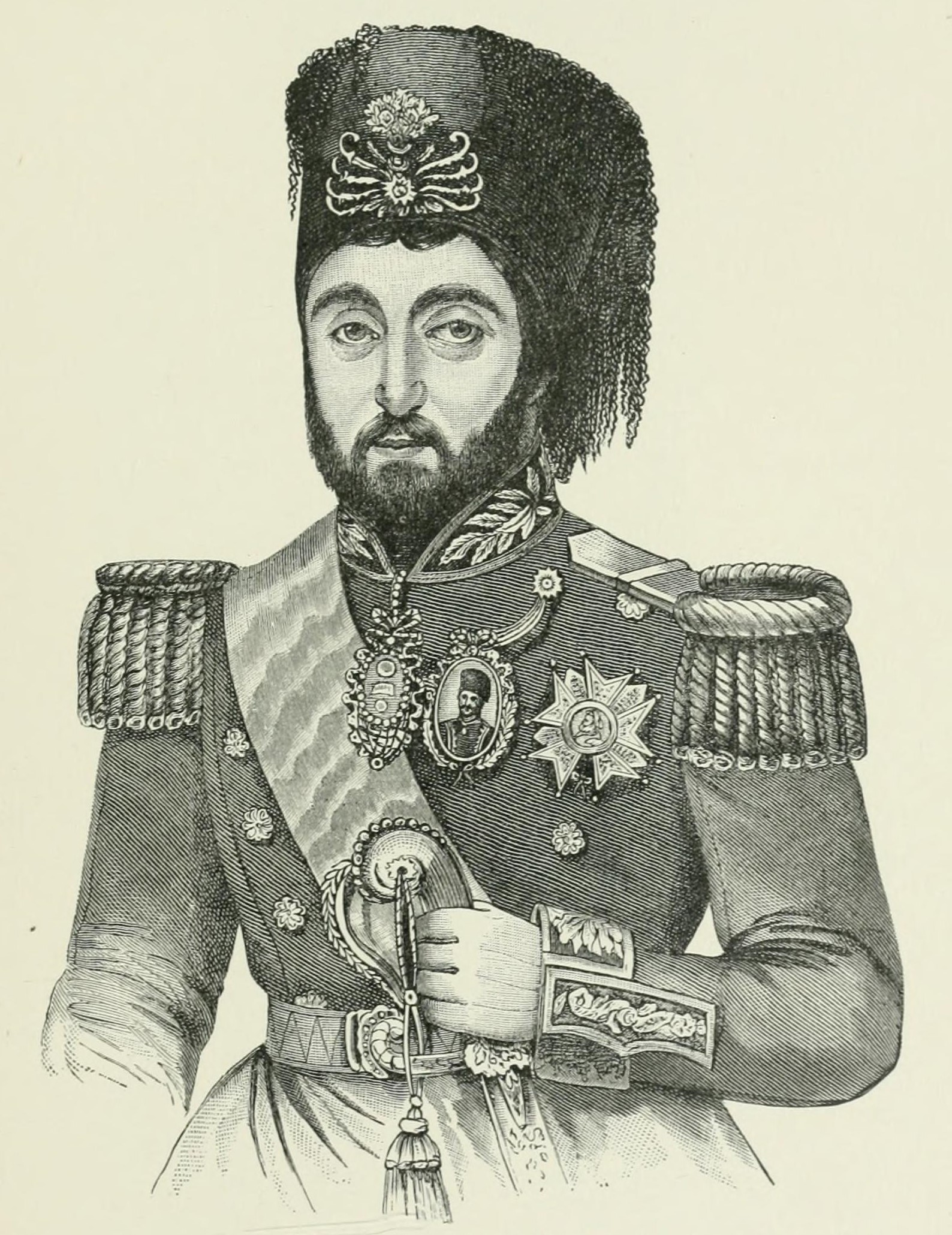
Mustafa Reşid Pasha, principale architetto dell'editto di Gülhane

Nel 1839, il proclama Hatt-i Sharif lanciò il periodo Tanzimat (dall'arabo: تنظيم tanẓīm, che significa "organizzazione") (1839-1876). Prima del primo dei firman, le proprietà di tutte le persone bandite o condannate a morte era confiscata alla corona, che manteneva un motivo sordido per continuare a eseguire atti di crudeltà, oltre a incoraggiare i delatori. Il secondo pompiere rimosse gli antichi diritti dei governatori turchi di condannare gli uomini alla morte istantanea a volontà; i Paşas, gli Ağas e altri ufficiali furono ingiunti che "non avrebbero dovuto presumere di infliggere loro stessi la punizione della morte a nessun uomo, sia Raya o Turk, a meno che non fosse autorizzato da una sentenza legale pronunciata dal Kadi e regolarmente firmata da un giudice."
Le riforme del Tanzimat non fermarono l'ascesa del nazionalismo nei Principati danubiani e nel Principato di Serbia, che era stato semi-indipendente per quasi sei decenni. Nel 1875 i principati tributari di Serbia e Montenegro e i Principati uniti di Valacchia e Moldavia dichiararono unilateralmente la loro indipendenza dall'impero. Dopo la guerra russo-turca (1877-1878), l'impero garantì l'indipendenza a tutte e tre le nazioni belligeranti. La Bulgaria raggiunse l'indipendenza virtuale (come Principato della Bulgaria); i suoi volontari avevano partecipato alla guerra russo-turca dalla parte delle nazioni ribelli.
La serie di riforme costituzionali del governo portò a un esercito abbastanza moderno, alla riforma del sistema bancario, alla depenalizzazione dell'omosessualità, alla sostituzione della legge religiosa con la legge secolare e alle corporazioni nelle fabbriche moderne.

### 1839–1861 Abdülmecit I

#### Anni 1840
Il ministero delle poste ottomano fu istituito a Istanbul il 23 ottobre 1840. Il primo ufficio postale fu il Postahane-i Amire vicino al cortile della Moschea Yeni.
L'introduzione delle prime banconote di carta nell'impero (1840) e l'apertura dei primi uffici postali (1840); la riorganizzazione del sistema finanziario secondo il modello francese (1840); la riorganizzazione del codice civile e penale secondo il modello francese (1840); l'istituzione del Meclis-i Maarif-i Umumiye (1841) che fu il prototipo del primo parlamento ottomano (1876); la riorganizzazione dell'esercito e un metodo regolare di reclutamento, prelievo dell'esercito e fissazione della durata del servizio militare (1843–1844); l'adozione di un inno nazionale ottomano e di una bandiera nazionale ottomana (1844); l'istituzione di un Consiglio di istruzione pubblica (1845) e il Ministero della Pubblica Istruzione ( Mekatib-i Umumiye Nezareti, 1847, che in seguito divenne Maarif Nezareti, 1857); l'abolizione della schiavitù e della tratta degli schiavi (1847); l'istituzione delle prime università moderne ( darülfünun, 1848), accademie (1848) e scuole per insegnanti ( darülmuallimin, 1848).
Il ministero delle poste ottomano fu istituito a Istanbul il 23 ottobre 1840. Il primo ufficio postale fu il Postahane-i Amire vicino al cortile della Moschea Yeni.
Samuel Morse ricevette il suo primo brevetto in assoluto per il telegrafo nel 1847, presso il vecchio palazzo Beylerbeyi (l'attuale palazzo Beylerbeyi fu costruito nel 1861-1865 nella stessa posizione) a Istanbul, rilasciato da Sultan Abdülmecid che testò personalmente la nuova invenzione. A seguito di questo test riuscito, i lavori di installazione della prima linea telegrafica (Istanbul- Adrianople – Şumnu) iniziarono il 9 agosto 1847.

#### Carta d'identità e censimento ottomano, 1844
Sebbene l'Impero ottomano avesse effettuato censimenti della popolazione prima del 1830, fu solo nel 1831 che fu fondato l'Ufficio dei registri della popolazione (Ceride-i Nüfus Nezareti). L'Ufficio fu poi decentrato nel 1839 per elaborare dati più accurati. Registratori, ispettori e funzionari della popolazione furono nominati nelle province e nei distretti amministrativi più piccoli. Registrarono periodicamente nascite e morti e confrontato elenchi che indicarono la popolazione in ciascun distretto. Questi record non erano un conteggio totale della popolazione. Piuttosto, si basavano su ciò che è noto come "capofamiglia". Venivano contate solo l'età, l'occupazione e le proprietà dei membri maschili delle famiglie.
Il primo censimento nazionale ottomano fu nel 1844. Le prime carte d'identità nazionali che hanno ufficialmente chiamato i documenti di identità di Mecidiye o documenti informali di kafa kağıdı ( carta intestata ).

#### Anni 1850
Nel 1856, l’Hatt-ı Hümayun promise l'uguaglianza per tutti i cittadini ottomani, indipendentemente dalla loro etnia e confessione religiosa;  allargò così il campo di applicazione del Hatt-ı Şerif di Gülhane. Nel complesso, le riforme del Tanzimat ebbero effetti di vasta portata. Tra gli studenti delle scuole stabilite durante il periodo Tanzimat ci sarebbero stati Mustafa Kemal Atatürk e altri leader progressisti e pensatori della Repubblica di Turchia e di molti altri ex stati ottomani dei Balcani, del Medio Oriente e del Nord Africa. Queste riforme inclusero garanzie per garantire ai soggetti ottomani sicurezza per la loro vita, onore e proprietà;
L'Istituzione del Ministero della sanità (Tıbbiye Nezareti, 1850); il codice del commercio e del commercio (1850); l'istituzione dell'Accademia delle Scienze (Encümen-i Daniş, 1851); l'istituzione dello ketirket-i Hayriye che gestiva i primi traghetti pendolari a vapore (1851); le prime corti in stile europeo (Meclis-i Ahkam-ı Adliye, 1853) e il consiglio supremo della magistratura (Meclis-i Ali-yi Tanzimat, 1853); l'istituzione del moderno comune di Istanbul (Şehremaneti, 1854) e del consiglio urbanistico (İntizam-ı Şehir Komisyonu, 1855); l'abolizione della tassa sulla capitazione (Jizya) per i non musulmani, con la definizione di un metodo regolare per stabilire e riscuotere le tasse (1856); ai non musulmani fu permesso di diventare soldati (1856); varie disposizioni per una migliore amministrazione del servizio pubblico e promozione del commercio; l'istituzione delle prime reti telegrafiche (1847-1855) e delle ferrovie (1856); la sostituzione di corporazioni con fabbriche; l'istituzione della Banca centrale ottomana (originariamente istituita come Bank-ı Osmanî nel 1856, e successivamente riorganizzata come Bank-ı Osmanî-i Şahane nel 1863) e la Borsa ottomana ( Dersaadet Tahvilat Borsası, fondata nel 1866); il codice della terra ( Arazi Kanunnamesi, 1857); il permesso a editori del settore privato e aziende di stampa con il Serbesti-i Kürşad Nizamnamesi (1857); istituzione della Scuola di scienze economiche e politiche ( Mekteb-i Mülkiye, 1859).
Nel 1855 divenne finalmente operativa la rete telegrafica ottomana e fu istituita l'amministrazione telegrafica.

#### La guerra di Crimea, 1853-1856
La guerra di Crimea (1853-1856) fece parte di una lunga competizione tra le maggiori potenze europee per influenza sui territori del declino dell'Impero ottomano. La Gran Bretagna e la Francia difesero con successo l'impero ottomano contro la Russia.
La maggior parte dei combattimenti ebbe luogo quando gli alleati sbarcarono sulla penisola di Crimea in Russia per ottenere il controllo del Mar Nero. Vi furono campagne minori nell'Anatolia occidentale, nel Caucaso, nel Mar Baltico, nell'Oceano Pacifico e nel Mar Bianco. Fu una delle prime guerre "moderne", poiché introdusse nuove tecnologie nella guerra, come il primo uso tattico delle ferrovie e del telegrafo. Il successivo trattato di Parigi (1856) assicurò il controllo ottomano sulla penisola balcanica e sul bacino del Mar Nero. Controllo che durò fino alla sconfitta nella guerra russo-turca del 1877-1878.
L'Impero ottomano prese i suoi primi prestiti esteri il 4 agosto 1854, poco dopo l'inizio della guerra di Crimea.
La guerra causò un esodo dei tatari di Crimea. Dalla popolazione tatara totale di 300.000 nella provincia di Tauride, circa 200.000 tatari di Crimea si trasferirono nell'Impero ottomano in continue ondate di emigrazione.  Verso la fine delle guerre del Caucaso, il 90% dei circassi furono esiliati dalle loro terre d'origine nel Caucaso e si stabilirono nell'impero ottomano. Durante il diciannovesimo secolo, ci fu un esodo nell'attuale Turchia di una grande parte di popoli musulmani dei Balcani, del Caucaso, della Crimea e di Creta. All'inizio del XIX secolo, ben il 45% degli isolani si stima fosse musulmano, ciò ebbe una grande influenza nel plasmare le caratteristiche fondamentali del paese. Queste persone furono chiamate Muhacir secondo una definizione generale. Quando l'impero ottomano si dissolse nel 1922, metà della popolazione urbana della Turchia discendeva da rifugiati musulmani dalla Russia. I rifugiati tatari di Crimea alla fine del XIX secolo svolsero un ruolo particolarmente importante nel tentativo di modernizzare l'educazione turca.

#### Gli Armeni, gli anni 1860

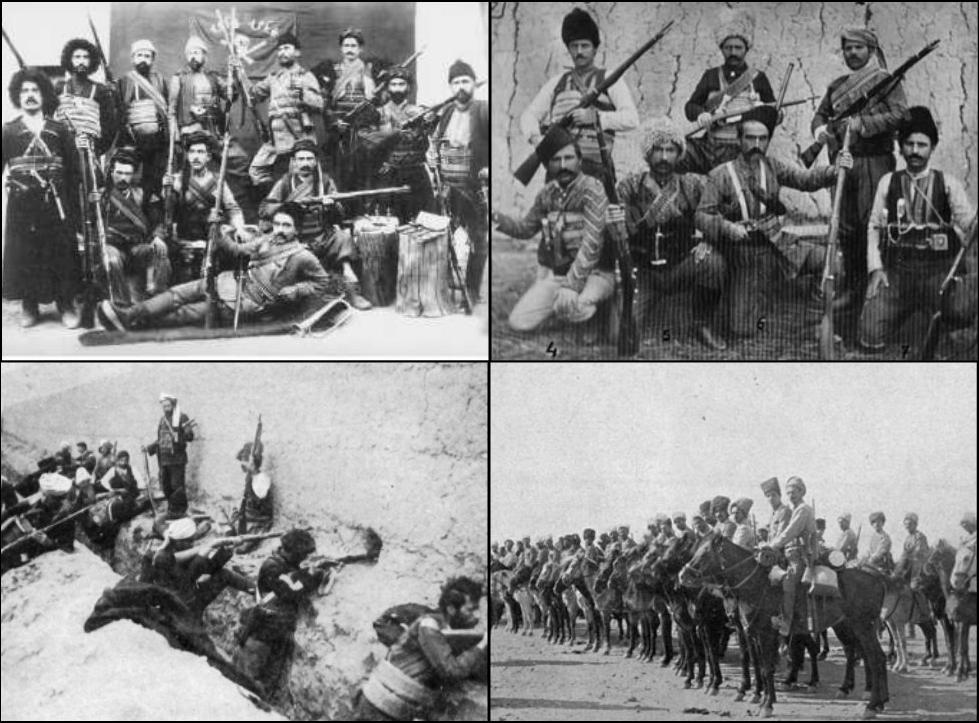
Il movimento nazionale armeno

Influenzato dall'età dell'illuminismo e dalla crescita del nazionalismo all'interno dell'impero ottomano, il movimento di liberazione nazionale armeno si sviluppò nei primi anni del 1860. I fattori che contribuirono alla sua nascita hanno reso il movimento simile a quello delle nazioni balcaniche, in particolare della Grecia. L'élite armena e vari gruppi militanti cercarono di migliorare e difendere la popolazione armena prevalentemente rurale dell'Impero ottomano orientale dai musulmani, ma l'obiettivo finale era la creazione di uno stato armeno nelle aree popolate da armeni, controllate all'epoca dall'Impero ottomano e dall'Impero russo.

### 1861–1876 Abdülaziz
Abdülaziz continuò a portare avanti le riforme di Tanzimat e Islahat. Nuovi distretti amministrativi ( vilayets ) furono istituiti nel 1864 e nel 1868 fu istituito un Consiglio di Stato. L'educazione pubblica fu organizzata sul modello francese e l'Università di Istanbul fu riorganizzata come moderna istituzione nel 1861. Abdülaziz fu anche il primo sultano a viaggiare fuori dal suo impero. Il suo viaggio del 1867 incluse una visita nel Regno Unito. Il codice di regolamentazione della stampa e del giornalismo ( Matbuat Nizamnamesi, 1864); tra gli altri. Nel 1876 fu istituita la prima rete postale internazionale tra Istanbul e le terre oltre il vasto impero ottomano. Nel 1901 furono effettuati i primi trasferimenti di denaro attraverso gli uffici postali e furono resi operativi i primi servizi di trasporto merci.  Nel 1868 l'omosessualità fu depenalizzata
I millet cristiani ottennero privilegi, come nella Costituzione nazionale armena del 1863. Questa forma approvata da Divan del Codice dei Regolamenti consisteva in 150 articoli redatti dall'intellighenzia armena. Un'altra istituzione fu l'Assemblea nazionale armena di recente costituzione.  La popolazione cristiana dell'impero, a causa dei suoi livelli di istruzione superiore, iniziò ad avanzare rispetto alla maggioranza musulmana, portando a molto risentimento da parte di quest'ultima. Nel 1861 c'erano 571 scuole primarie e 94 secondarie per i cristiani ottomani con 140.000 alunni in totale, una cifra che superò di molto il numero di bambini musulmani a scuola nello stesso periodo, che furono ulteriormente ostacolati dalla quantità di tempo trascorso a studiare l'arabo e Teologia islamica.  A loro volta, i livelli di istruzione superiore dei cristiani permisero loro di svolgere un ruolo importante nell'economia.  Nel 1911, delle 654 società all'ingrosso di Istanbul, 528 erano di proprietà di etnici greci.
Nel 1871 si unirono il Ministero delle Poste e l'Amministrazione del Telegrafo, diventando il Ministero delle Poste e del Telegrafo. Nel luglio 1881 fu istituito il primo circuito telefonico a Istanbul tra il Ministero delle Poste e del Telegrafo nel quartiere Soğukçeşme e il Postahane-i Amire nel quartiere Yenicami. Il 23 maggio 1909, il primo centralino telefonico manuale con una capacità di 50 linee entrò in servizio nel Büyük Postane a Sirkeci.

#### Bulgaria, gli anni 1870
L'ascesa del risveglio nazionale della Bulgaria portò al movimento di rinascita bulgaro. A differenza della Grecia e della Serbia, il movimento nazionalista in Bulgaria non si concentrò inizialmente sulla resistenza armata contro l'Impero ottomano. Dopo l'istituzione dell'Esarcato bulgaro il 28 febbraio 1870, una lotta armata su larga scala iniziò a svilupparsi con l'istituzione dell'Organizzazione rivoluzionaria interna e del Comitato centrale rivoluzionario bulgaro, nonché il coinvolgimento attivo di Vasil Levski in entrambe le organizzazioni. La lotta raggiunse l'apice con l'insurrezione dell'aprile del 1876 in diversi distretti bulgari: in Mesia, Tracia e Macedonia. La repressione della rivolta e delle atrocità commesse dai soldati ottomani contro la popolazione civile aumentò il desiderio bulgaro di indipendenza.

#### Albanesi, gli anni 1870
A causa dei legami religiosi della maggioranza albanese della popolazione con gli ottomani al potere e la mancanza di uno stato albanese in passato, il nazionalismo fu meno sviluppato tra gli albanesi nel XIX secolo rispetto alle altre nazioni dell'Europa sud-orientale. Solo dal 1870 in poi un movimento di "risveglio nazionale" evolse qui - molto in ritardo, rispetto ai Greci e ai Serbi. La guerra russo-turca del 1877–1878 diede un colpo decisivo al potere ottomano nella penisola balcanica. La paura degli albanesi che le terre in cui abitavano fossero divise tra Montenegro, Serbia, Bulgaria e Grecia alimentò l'ascesa del nazionalismo albanese.

## Costituzione ottomana, 1876
Il periodo riformista raggiunse il culmine con la Costituzione, chiamata Kanûn-u Esâsî (che significa "Legge fondamentale" in turco ottomano), scritta da membri dei Giovani Ottomani, che fu promulgata il 23 novembre 1876. Stabiliva la libertà di credo e l'uguaglianza di tutti i cittadini davanti alla legge. La prima era costituzionale dell'impero, ebbe vita breve. Ma l'idea dell'ottomanismo si è dimostrò poi influente. Un gruppo di riformatori noto come Giovan Ottomani, istruito principalmente nelle università occidentali, credeva che una monarchia costituzionale avrebbe dato una risposta al crescente disordine sociale dell'impero.

### 1876 Murad V
Attraverso un colpo di stato militare nel 1876, costrinsero Sultan Abdülaziz (1861-1876) ad abdicare in favore di Murad V. Tuttavia, Murad V era malato di mente e fu deposto in pochi mesi. Il suo apparente erede, Abdülhamid II (1876–1909), fu invitato ad assumere il potere a condizione che avrebbe dichiarato una monarchia costituzionale, così fece il 23 novembre 1876. Il parlamento sopravvisse solo per due anni prima che il sultano lo sospendesse. Quando fu costretto a riconvocarlo, abolì invece l'organismo rappresentativo. Ciò pose fine all'efficacia del Kanûn-ı Esâsî .

## Prima era costituzionale, 1876-1878
La prima era costituzionale dell'Impero ottomano fu il periodo della monarchia costituzionale dalla promulgazione del Kanûn-ı Esâsî , scritta da membri dei Giovani Ottomani, dal 23 novembre 1876 al 13 febbraio 1878. L'era si concluse con la sospensione del parlamento ottomano da parte di Abdülhamid II.

### 1876–1879 Abdul Hamid II

#### Guerra russo-turca 1877-1878
La guerra russo-turca del 1877-1878 ebbe le sue origini dall'aumento del nazionalismo nei Balcani e dall'obiettivo russo di recuperare le perdite territoriali subite durante la guerra di Crimea, ristabilendosi nel Mar Nero e approfittando dei movimenti politici che tentavano di liberare le nazioni dei Balcani dall'impero ottomano. A seguito della guerra, i principati di Romania, Serbia e Montenegro, ciascuno dei quali aveva avuto di fatto la sovranità per qualche tempo, proclamarono formalmente l'indipendenza dall'impero ottomano. Dopo quasi mezzo millennio di dominazione ottomana (1396–1878), lo stato bulgaro fu ristabilito come Principato della Bulgaria, coprendo la terra tra il Danubio e i Monti Balcani (tranne Dobrudja settentrionale che veniva assegnato alla Romania) e la regione di Sofia, che divenne la capitale del nuovo stato. Il Congresso di Berlino permise anche all'Austria-Ungheria di occupare la Bosnia-Erzegovina e alla Gran Bretagna di impadronirsi di Cipro, mentre l'Impero russo annetteva la Bessarabia meridionale e la regione di Kars.

#### Congresso di Berlino, 1878
Il Congresso di Berlino (13 giugno - 13 luglio 1878) fu un incontro dei principali statisti delle grandi potenze europee e dell'Impero ottomano del periodo. Sulla scia della guerra russo-turca (1877-1878) che si concluse con una vittoria decisiva per la Russia e i suoi alleati cristiani ortodossi (sudditi dell'Impero ottomano prima della guerra) nella penisola balcanica, l'urgente necessità era di stabilizzare e riorganizzare i Balcani e fondare nuove nazioni, seguendo la logica delle nazioni dei popoli. Il cancelliere tedesco Otto von Bismarck, che guidò il Congresso, si impegnò ad adeguare i confini per ridurre al minimo i rischi di una nuova grande guerra, riconoscendo al contempo il potere ridotto degli ottomani e bilanciando gli interessi distinti delle grandi potenze.
Di conseguenza, i territori ottomani in Europa furono fortemente ridotti; La Bulgaria fu stabilita come principato indipendente all'interno dell'Impero ottomano, ma non gli fu permesso di mantenere tutto il suo territorio precedente. La Bulgaria perse la Rumelia orientale, che fu restituita ai turchi sotto un'amministrazione speciale e la Macedonia, che fu restituita completamente ai turchi, che promisero di riformarla. La Romania raggiunse la piena indipendenza, ma dovette consegnare parte della Bessarabia alla Russia. Serbia e Montenegro  ottennero la completa indipendenza, ma con territori più piccoli.
Nel 1878, l'Austria-Ungheria occupò unilateralmente le province ottomane di Bosnia-Erzegovina e Novi Pazar, ma il governo ottomano contestò questa mossa e mantenne le sue truppe in entrambe le province. La situazione di stallo durò 30 anni (le forze austriache e ottomane convissero in Bosnia e Novi Pazar per tre decenni) fino al 1908, quando gli austriaci approfittarono del tumulto politico nell'impero ottomano derivante dalla Rivoluzione dei giovani turchi e annessero la Bosnia-Erzegovina, ma ritirò le truppe da Novi Pazar per raggiungere un compromesso ed evitare una guerra con i turchi.
In cambio del supporto del primo ministro britannico Benjamin Disraeli per il ripristino dei territori ottomani nella penisola balcanica durante il Congresso di Berlino, la Gran Bretagna ottenne l'amministrazione di Cipro nel 1878 e successivamente inviò le proprie truppe in Egitto nel 1882 con il pretesto di aiutare il governo ottomano a reprimere la rivolta degli Urabi; ottenendo informalmente il controllo in entrambi i territori (la Gran Bretagna avrebbe annesso formalmente i territori ancora nominalmente ottomani di Cipro e dell'Egitto il 5 novembre 1914, in risposta alla decisione dell'Impero ottomano di entrare nella prima guerra mondiale dalla parte delle potenze centrali) La Francia, da parte sua, occupò la Tunisia nel 1881.
I risultati del congresso di Berlino furono inizialmente salutati come un grande risultato nel processo di pace e stabilizzazione. Tuttavia, la maggior parte dei partecipanti non era pienamente soddisfatto e le lamentele relative ai risultati si attenuarono fino ad esplodere nella guerra mondiale del 1914. Serbia, Bulgaria e Grecia avevano guadagnato, ma molto meno di quanto pensassero di meritare. L'Impero ottomano, chiamato all'epoca "il malato d'Europa", fu umiliato e notevolmente indebolito, rendendolo più soggetto a disordini domestici e più vulnerabile agli attacchi. Sebbene la Russia fosse stata vittoriosa nella guerra che aveva provocato la conferenza, fu umiliata a Berlino e risentì di questo trattamento. L'Austria guadagnò una grande quantità di territorio, che fece arrabbiare gli slavi del sud e portò a decenni di tensioni in Bosnia ed Erzegovina. Bismarck divenne il bersaglio dell'odio dei nazionalisti e dei pan-slavi russi e scoprì di aver legato la Germania troppo strettamente all'Austria nei Balcani.
Nel lungo periodo, le tensioni tra Russia e Austria-Ungheria si intensificarono, così come la questione della nazionalità nei Balcani. Il Congresso era riuscito a mantenere Istanbul nelle mani degli ottomani ed aveva effettivamente rinnegato la vittoria della Russia. Il Congresso di Berlino restituì all'Impero Ottomano i territori che il precedente trattato aveva conferito al Principato di Bulgaria, in particolare alla Macedonia, ponendo così una forte domanda revanscista in Bulgaria che nel 1912 portò alla prima guerra dei Balcani in cui furono sconfitti i turchi e persero quasi tutta l'Europa. Man mano che l'Impero ottomano diminuiva gradualmente in termini di dimensioni, potenza militare e ricchezza, molti musulmani balcanici emigrarono nel territorio rimanente dell'impero nei Balcani o nel cuore dell'Anatolia. I musulmani erano stati la maggioranza in alcune parti dell'Impero ottomano come la Crimea, i Balcani e il Caucaso, nonché una pluralità nella Russia meridionale e anche in alcune parti della Romania. La maggior parte di queste terre furono perse nel tempo dall'impero ottomano tra il XIX e il XX secolo. Nel 1923, solo l'Anatolia e la Tracia orientale rimasero musulmani.

## Istibdat 1879-1908

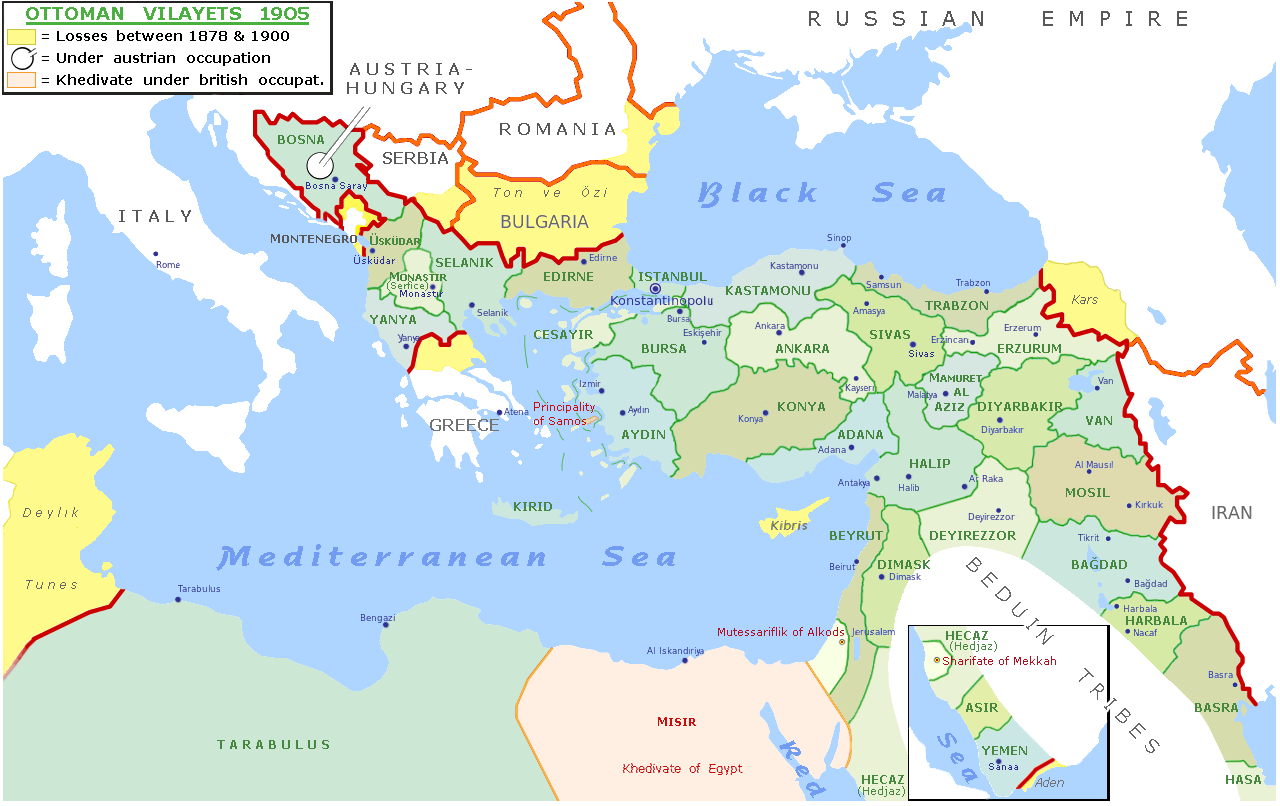
Mappa dell'Impero Ottomano nel 1900, con i nomi delle province ottomane.

### 1879–1908 Abdul Hamid II
Abdul Hamid viene considerato uno degli ultimi sultani ad avere avuto il pieno controllo. Il suo regno lottò per 75 anni contro il grande cambiamento che stava avvenendo in tutto l'impero. Era particolarmente interessato alla centralizzazione dell'impero. I suoi sforzi per centralizzare la Sublime Porte non furono inascoltati dagli altri sultani. Le province locali dell'Impero Ottomano ebbero un maggiore controllo sulle loro aree, rispetto al governo centrale. Le relazioni con l'estero di Abdul Hamid II provenivano da una "politica del non impegno". Il sultano comprese la fragilità dell'esercito ottomano e le debolezze dell'Impero nel suo controllo interno.  Il pan-islamismo divenne la soluzione di Abdülhamid alla perdita di identità e potere dell'impero. I suoi sforzi per promuovere il pan-islamismo furono in gran parte infruttuosi a causa della grande popolazione non musulmana e dell'influenza europea sull'impero. Le sue politiche isolarono essenzialmente l'Impero, e ciò contribuì ulteriormente al suo declino. Molte élite che avrebbero voluto una nuova costituzione e la riforma dell'impero furono costrette a fuggire in Europa.  Nuovi gruppi di radicali iniziarono a minacciare il potere dell'Impero ottomano.

#### Egitto 1880
Dopo aver acquisito una certa autonomia durante i primi anni del 1800, l'Egitto era entrato in un periodo di turbolenze politiche negli anni 80 dell'800. Nell'aprile del 1882, le navi da guerra britanniche e francesi apparvero ad Alessandria per sostenere il khedive e impedire al paese di cadere nelle mani di cittadini antieuropei.
Nell'agosto 1882 le forze britanniche invasero e occuparono l'Egitto con il pretesto di riportare l'ordine. Gli inglesi appoggiarono Tawfīq Pascià e ristabilirono la stabilità politica con effetti particolarmente positivi per gli interessi finanziari britannici e francesi. L'Egitto e il Sudan rimasero le province de jure ottomane fino al 1914, quando l'Impero ottomano si unì alle potenze centrali della prima guerra mondiale. In risposta, la Gran Bretagna annetté ufficialmente queste due province e Cipro.

#### Censimento ottomano del 1893–96
Nel 1867, il Consiglio degli Stati si incaricò di disegnare le tabelle della popolazione, aumentando la precisione dei censimenti. Introdussero nuove misure per la registrazione censimenti nel 1874. Ciò portò alla creazione di un'Amministrazione generale della popolazione, annessa al Ministero degli Interni nel 1881-1882.
Il primo censimento ufficiale (1881-1893) durò 10 anni. Nel 1893, i risultati furono compilati e presentati. Questo censimento fu il primo censimento moderno, generale e standardizzato realizzato non a fini fiscali né a fini militari, ma per acquisire dati demografici. La popolazione fu divisa in caratteristiche etnico-religiose e di genere. Il numero di soggetti maschili e femminili furono riportati in categorie etnico-religiose tra cui musulmani, greci, armeni, bulgari, cattolici, ebrei, protestanti, latini, siriaci e zingari

#### Armeni, Anni 1890
Sebbene garantiti dalla propria costituzione e assemblea nazionale con le riforme del Tanzimat, gli armeni tentarono di chiedere l'applicazione dell'articolo 61 da parte del governo ottomano, come concordato al Congresso di Berlino nel 1878.

##### Autonomisti
Tra il 1880 e il 1881, mentre il movimento di liberazione nazionale armeno era nella sua fase preliminare; la mancanza di sostegno esterno e l'incapacità di mantenere una forza Curda organizzata e preparata avevano ridotto le aspirazioni curde. Tuttavia, due importanti tribù curde si opposero all'impero, basandosi più da un punto di vista etno-nazionalistico. I Badr Khan erano successionisti mentre i Sayyid di Nihiri erano autonomisti. La guerra russo-turca del 1877-78 fu seguita nel 1880-1881 dal tentativo dello Shaykh Ubayd Allah di Nihri di fondare un "principato curdo indipendente" attorno al confine ottomano-persiano (incluso il Van Vilayet) in cui la popolazione armena era significativa. Lo Shaykh Ubayd Allah di Nihri riunì 20.000 combattenti.  In mancanza di disciplina, il suo uomo lasciò le file dopo aver saccheggiato e acquisito ricchezze dai villaggi della regione (compresi i villaggi armeni). Lo Shaykh Ubayd Allah di Nihri fu catturato dalle forze ottomane nel 1882 e questo movimento terminò.
Lo scontro di Bashkaleh fu l'incontro sanguinoso tra il Partito Armenakan e l'Impero ottomano nel maggio 1889. Il suo nome deriva da Başkale, una città di confine di Van Eyalet dell'Impero ottomano. L'evento fu di grande importanza, poiché si riflesse sui principali quotidiani armeni in quanto i documenti recuperati sugli Armenakan mostravano un vasto complotto a favore di un movimento nazionale. Funzionari ottomani crederono che gli uomini fossero membri di un grande apparato rivoluzionario e la discussione si rifletté sui giornali (Eastern Express, Oriental Advertiser, Saadet e Tarik) con le risposte nelle carte armene. In alcuni ambienti armeni, questo evento è stato considerato un martirio e diede adito ad altri conflitti armati. La resistenza di Bashkaleh era sul confine persiano, che gli armenioti stavano comunicando con gli armeni nell'impero persiano. La spedizione di Gugunian, che seguì entro un paio di mesi, fu un tentativo da parte di un piccolo gruppo di nazionalisti armeni dell'Armenia russa di lanciare una spedizione armata attraverso il confine nell'Impero ottomano nel 1890 a sostegno degli armeni locali.
La manifestazione di Kum Kapu avvenne nel quartiere armeno di Kum Kapu, sede del Patriarca armeno, fu evitata dalla pronta azione del comandante, Hassan Aga. Il 27 luglio 1890, Harutiun Jangülian, Mihran Damadian e Hambartsum Boyajian interruppero la messa armena per leggere un manifesto e denunciare l'indifferenza del patriarca armeno e dell'Assemblea nazionale armena. Harutiun Jangülian (membro di Van ) tentò di assassinare il Patriarca di Istanbul. L'obiettivo era quello di convincere i chierici armeni a allineare le loro politiche con la politica nazionale. Presto costrinsero il patriarca a unirsi alla processione diretta al Palazzo Yildiz per chiedere l'applicazione dell'articolo 61 del Trattato di Berlino. È significativo che questo massacro, in cui si dice che 6000 armeni siano morti, non sia stato il risultato di un generale aumento della popolazione musulmana.  I Softas non vi parteciparono e molti armeni trovarono rifugio nelle sezioni musulmane della città.

##### Il programma di riforma
I curdi (forze, ribelli, banditi) saccheggiarono impunemente le città e i villaggi vicini.
L'ipotesi centrale del sistema Hamidiye - che le tribù curde sarebbero state sottoposte a disciplina militare - si è dimostrata "utopica". La Brigata cosacca persiana in seguito dimostrò che potesse funzionare come unità indipendente, ma l'esempio ottomano non sostituì mai la lealtà tribale al sultano ottomano o persino alla sua unità costituente.
Nel 1892, per la prima volta fu addestrata e organizzata una forza curda dal sultano Abdul Hamid II chiamata Hamidiye. C'erano diverse ragioni per cui è stata creata la cavalleria leggera Hamidiye. L'istituzione dell'Hamidiye fu in una parte una risposta alla minaccia russa, ma gli studiosi ritengono che la ragione centrale fosse sopprimere i rivoluzionari socialisti / nazionalisti armeni . I rivoluzionari armeni rappresentavano una minaccia perché erano considerati perturbatori dell'ordine e potevano lavorare con i russi contro l'Impero ottomano.  Il corpo di Hamidiye o i reggimenti di cavalleria leggera di Hamidiye erano formazioni irregolari di cavalleria armata a maggioranza curda (mentre la minoranza era di altre nazionalità, come il turcomano) che operavano nelle province orientali dell'Impero ottomano. Erano stati modellati sui reggimenti cosacchi del Caucaso (esempio Brigata cosacca persiana) e furono inizialmente incaricati di pattugliare la frontiera russo-ottomana e, in secondo luogo, di ridurre il potenziale della cooperazione curdo-armena. La cavalleria di Hamidiye non era in alcun modo una forza inter-tribale, nonostante il loro aspetto militare, l'organizzazione e il potenziale.  Le Hamidiye potevano essere processate solo attraverso un tribunale militare marziale Divennero così immuni all'amministrazione civile. Rendendosi conto della loro immunità, trasformarono le loro tribù in "brigate di ladri legalizzate" mentre rubavano grano, raccoglievano campi non di loro proprietà, scacciavano mandrie e rubavano apertamente dai negozianti.  Alcuni sostengono che la creazione dell'Hamidiye "ha ulteriormente antagonizzato la popolazione armena" e ha aggravato lo stesso conflitto che erano stati chiamati a prevenire e per cui nascerono.
Il capo curdo tassl anche la popolazione della regione nel sostenere queste unità, che fu percepita dagli armeni come uno sfruttamento. Quando i portavoce armeni si confrontarono con il capo curdo (questione della doppia imposizione), ciò provocò inimicizia tra le due popolazioni. La cavalleria di Hamidiye aggredì gli armeni.
Nel 1908, dopo il rovesciamento del Sultano, la cavalleria di Hamidiye fu sciolta formalmente, ma poiché erano "forze tribali" già attive prima della formazione ufficiale, rimasero come "forze tribali" dopo lo smembramento. La cavalleria di Hamidiye è descritta come un fallimento a causa del suo contributo alle faide tribali.

##### Armeni

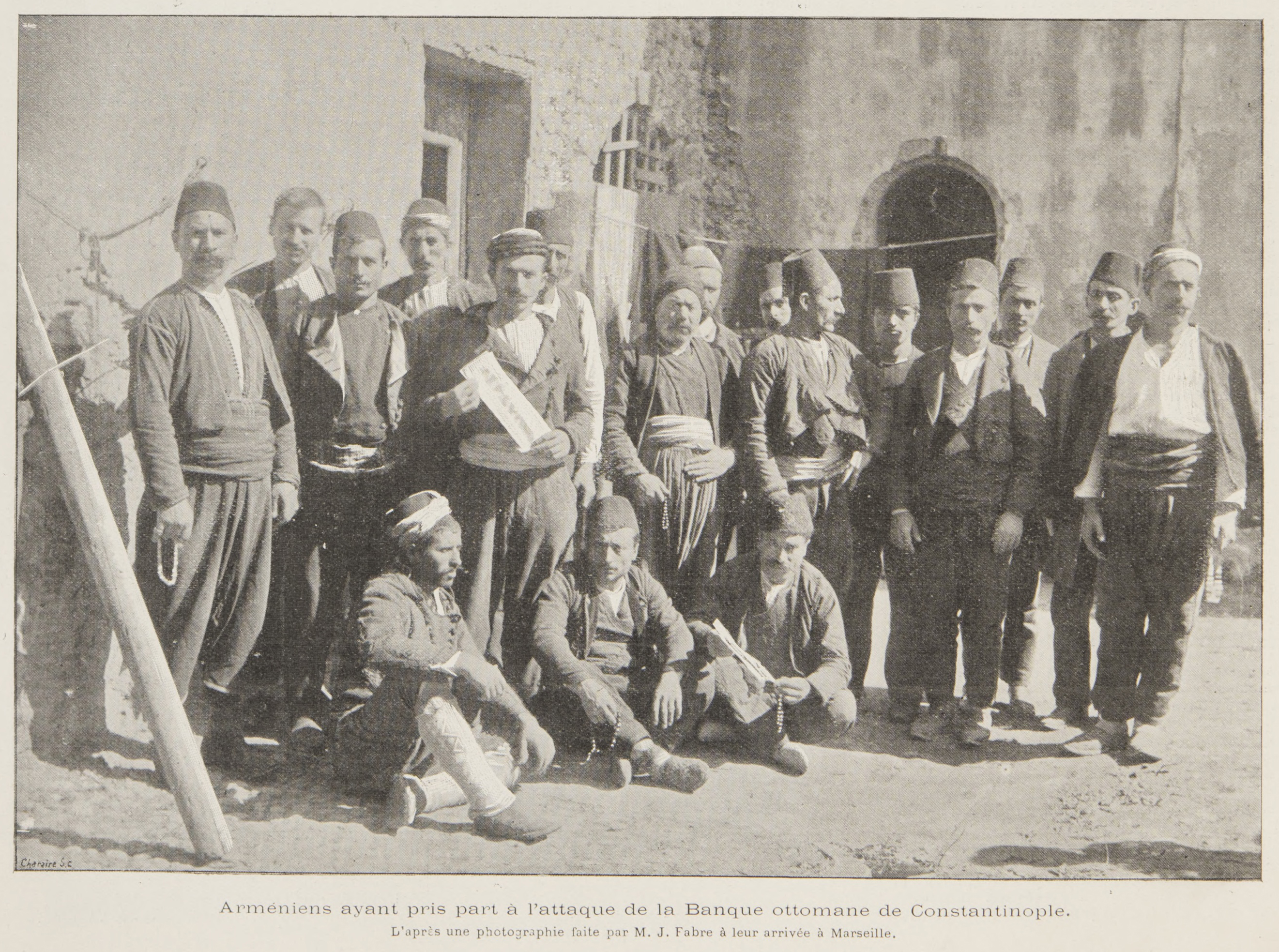
Membri superstiti dell'acquisizione dopo il loro arrivo a Marsiglia.

Un ruolo importante nei massacri di Hamidian del 1894-96 è stato spesso attribuito ai reggimenti di Hamidiye, in particolare durante la sanguinosa repressione di Sasun (1894). Il 25 luglio 1897 la Spedizione di Khanasor fu orientata contro la tribù curda Mazrik (Muzuri Kurds) che possedeva una parte significativa di questa cavalleria. La prima battaglia notevole nel movimento di resistenza armena ebbe luogo a Sassoun, dove gli ideali nazionalisti furono diffusi da attivisti di Hunchak, come Mihran Damadian, Hampartsoum Boyadjian e Hrayr. Anche la Federazione rivoluzionaria armena svolse un ruolo significativo nell'armare il popolo della regione. Gli armeni di Sassoun affrontarono l'esercito ottomano e gli irregolari curdi a Sassoun, soccombendo di numero. A ciò seguì la ribellione di Zeitun, nella quale tra gli anni 1891 e 1895, gli attivisti di Hunchak andarono in varie regioni della Cilicia e di Zeitun per incoraggiare la resistenza e stabilire nuovi rami del Partito socialdemocratico di Hunchakian.
In quest'area, qualcosa di simile a una guerra civile tra armeni e musulmani (che coinvolgeva l'Hamidiye) imperversò per mesi prima di essere portata a termine attraverso la mediazione delle Grandi Potenze. Tuttavia, al posto dell'autonomia armena in queste regioni, i curdi mantennero gran parte della loro autonomia e potere. Gli Abdulhamid fecero ben poco per alterare la tradizionale struttura di potere delle "società curde segmentate e agrarie".  A causa della loro posizione geografica ai margini meridionali e orientali dell'impero e della topografia montuosa e del sistema di trasporto e comunicazione limitato,  lo stato aveva scarso accesso a queste province e fu costretto a stringere accordi informali con i capi tribali, per esempio il qadi e il mufti ottomani non avevano giurisdizione sul diritto religioso e ciò rafforzò l'autorità e l'autonomia curda.
L'occupazione della Banca Ottomana del 1896 fu perpetrata da un gruppo armeno armato di pistole, granate, dinamite e bombe portatili contro la Banca Ottomana a Istanbul. Il sequestro della banca durò 14 ore, causando la morte di 10 fra gli uomini armeni e i soldati ottomani. La reazione ottomana a questa occupazione vide ulteriori massacri e pogrom delle diverse migliaia di armeni che vivevano a Costantinopoli e il Sultano Abdul Hamid II minacciò di radere al suolo l'intero edificio. Tuttavia, l'intervento da parte dei diplomatici europei in città riuscì a convincere il sultano a concedere un passaggio sicuro ai sopravvissuti in Francia. Nonostante il livello di violenza provocato dall'incidente, l'occupazione venne riportata positivamente dalla stampa europea, lodando gli uomini per il loro coraggio e gli obiettivi che tentavano di raggiungere.

#### Economia
Economicamente, l'impero ebbe difficoltà a ripagare il debito pubblico ottomano verso le banche europee, il che causò l'istituzione del Consiglio di amministrazione del debito pubblico ottomano. Alla fine del 19 ° secolo, la ragione principale per cui l'impero non fu invaso dalle potenze occidentali era il loro tentativo di mantenere un equilibrio di potere nell'area. Sia l'Austria che la Russia volevano aumentare le loro sfere di influenza nell'area a spese dell'Impero ottomano, ma furono limitate soprattutto dalla Gran Bretagna, che temeva il dominio russo nel Mediterraneo orientale.

## Galleria d'immagini

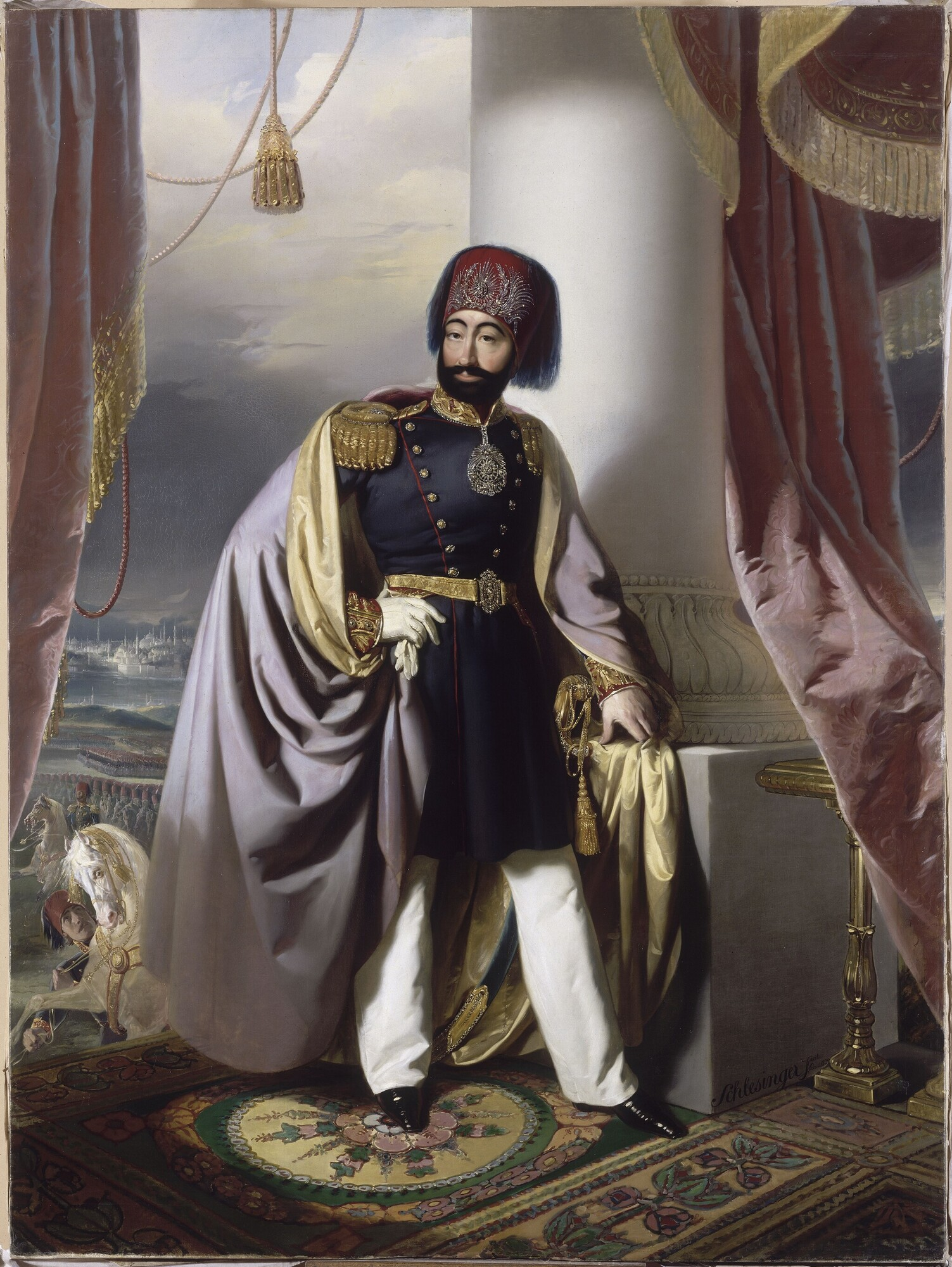
Mahmud II
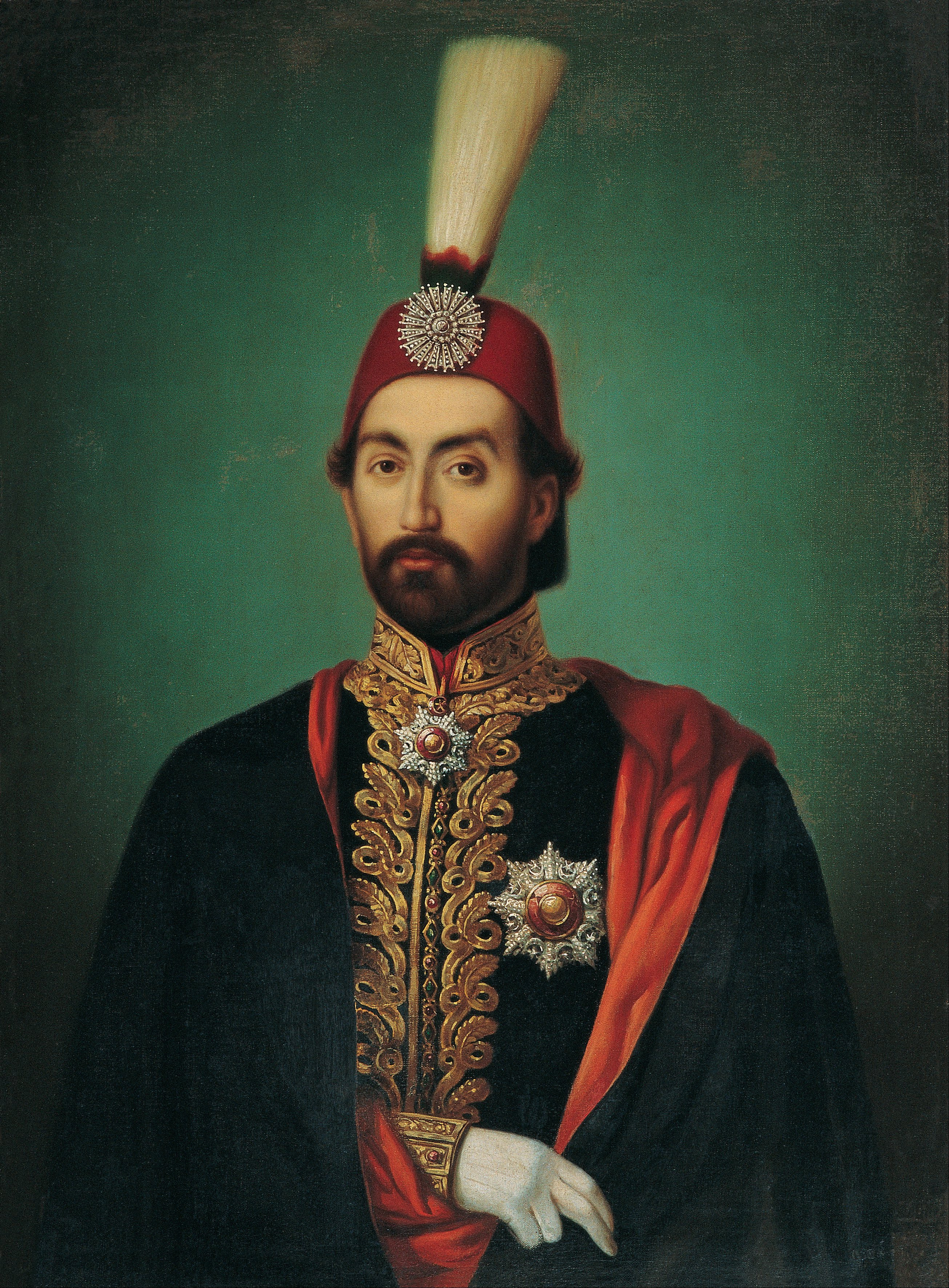
Abdülmecid
Abdülaziz
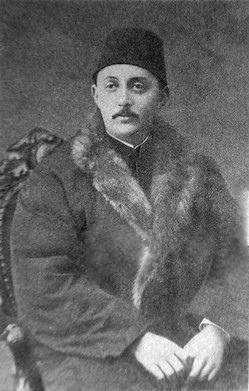
Murad V

### Ulteriori letture
- Finkel, Caroline. Osman's Dream: The Story of the Ottoman Empire, 1300-1923. (2005)
- Palmer, Alan. Il declino e la caduta dell'Impero ottomano (1992)
- Stoianovich, Traian. "Fattori nel declino della società ottomana nei Balcani", Slavic Review (1962) 21 # 4 pp 623–632  in JSTOR.